# 诗之蜜酒

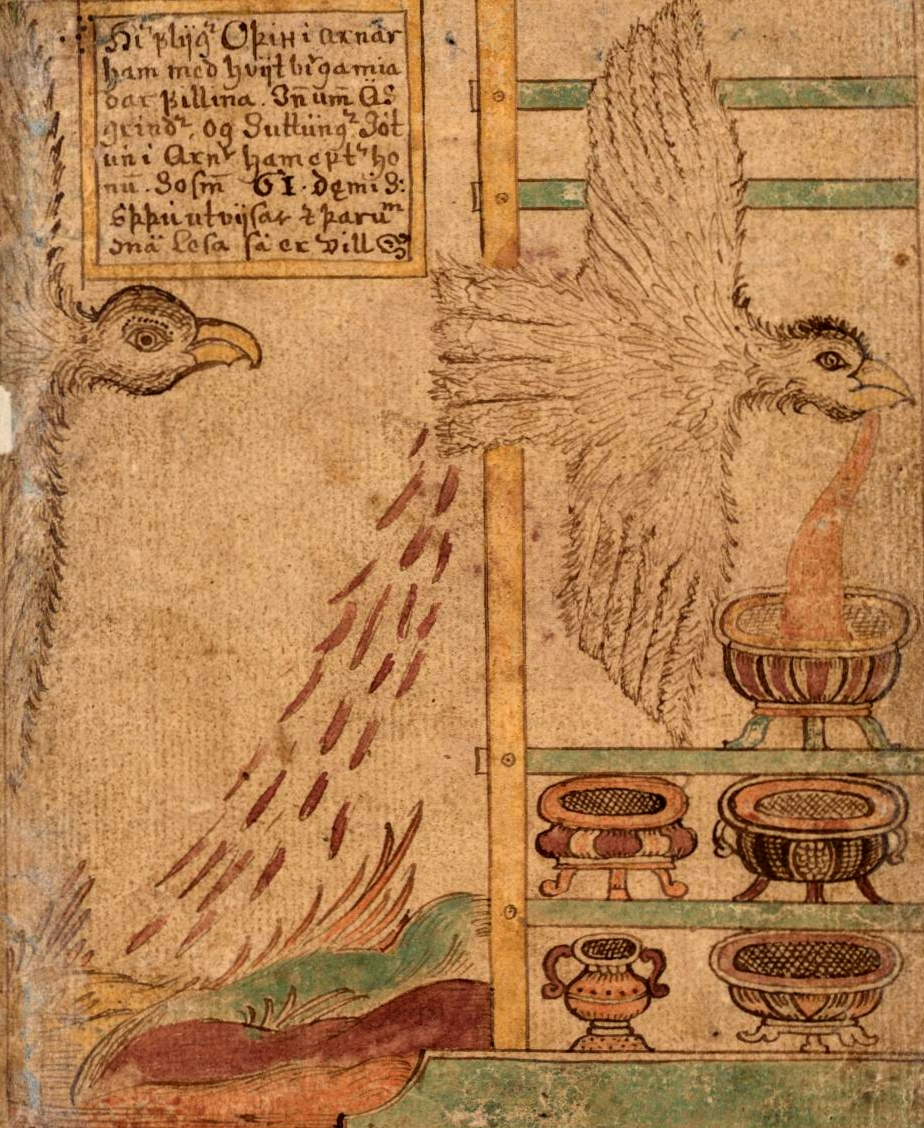
被苏图恩（Suttungr）追赶时，奥丁将诗之蜜酒吐入多个容器中，其中一些蜜酒意外地从另一端流出。这一场景由18世纪冰岛艺术家雅各布·西格德松（Jakob Sigurðsson）插画。

在北欧神话中，诗之蜜酒（Poetic Mead），也称为Mead of Suttungr，是一种神话中的饮品，据说喝下它的人会成为一名吟游诗人或学者，能够背诵任何信息并解答所有问题。这一神话由斯诺里·斯蒂德吕松在《诗艺》（Skáldskaparmál）中记载。诗之蜜酒是诗歌灵感的生动隐喻，通常与奥丁（Odin）联系在一起，奥丁是掌管“附身”的神，无论是狂战士的狂暴状态还是诗歌的灵感，都与他密切相关。

## 情节

### 诗歌蜜酒的创造和克瓦西尔的谋杀
在阿斯神族（Æsir）与华纳神族（Vanir）战争之后，众神通过在一个桶里吐口水来确认他们刚刚达成的休战协议。为了保留这一休战的象征，他们将口水创造出了一个名叫克瓦希尔（Kvasir）的人。他聪明无比，没有任何问题无法解答。他周游世界，将知识传授给人类。有一天，他拜访了矮人费亚拉尔（Fjalar）和加拉尔（Galar）。他们杀害了克瓦希尔，并将他的血液倒入两个桶和一个叫做Boðn、Són和Óðrerir的锅中。他们将血液与蜜混合，从而创造出一种让任何饮用者都变成“诗人或学者”（“skáld eða frœðamaðr”）的蜜酒。矮人们向众神解释说，克瓦希尔因智慧过多而窒息而死。

### 从矮人到苏特通格

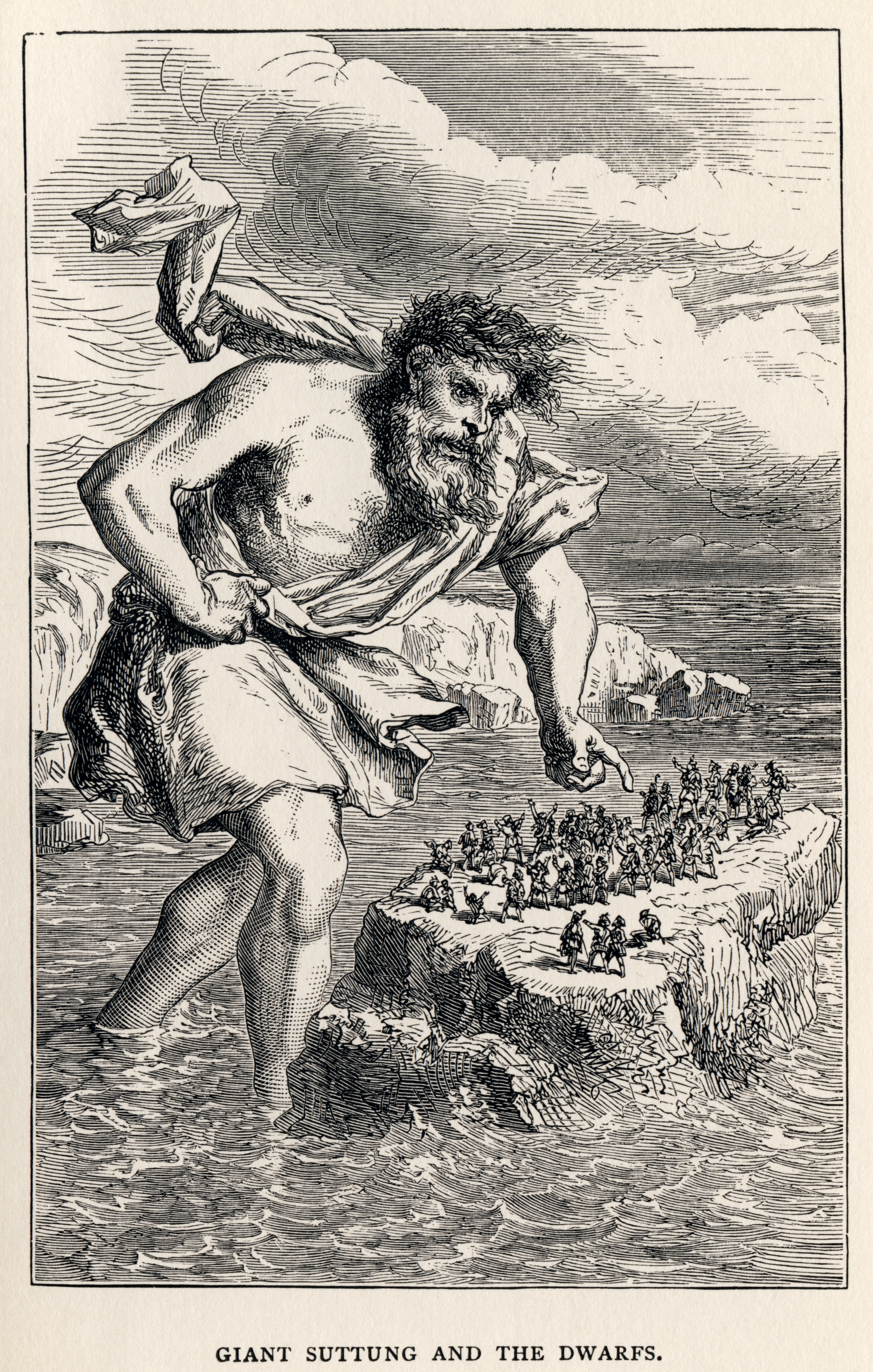
苏图恩威胁淹死矮人

费亚拉尔和加拉尔邀请了一位约顿巨人吉林（Gilling）及其妻子。他们将他带到海上，翻了船，巨人溺水而死。矮人们随后回到家中，向吉林的妻子传达了这个消息，使她陷入深深的悲痛中。费亚拉尔提议带她去看她丈夫溺水的地方，但加拉尔对她的哭泣感到厌烦，走到她面前，在她跨过门槛时将一块磨石砸在她的头上。
当吉林的儿子苏图恩（Suttungr）得知发生了这些事后，他前往矮人那里，并将他们带到一个在高潮时被水覆盖的礁石上。矮人们恳求他，并为其父之死提供蜜酒作为补偿。苏特通格同意了。当他回到家后，他将蜜酒储存在一个名叫Hnitbjörg的地方，由他的女儿格萝德（Gunnlöd）负责守护。

### 奥丁的盗窃
奥丁遇见了九个正在割草的奴隶，他提出为他们磨快镰刀。他的磨刀石效果极好，以至于所有奴隶都想买下它。奥丁将磨刀石抛向空中，奴隶们为争夺它而互相残杀，最终都被割喉而死。

然后，奥丁在巴乌吉（Baugi）家过夜。巴乌吉是苏图恩的兄弟。巴乌吉抱怨他的奴隶们因互相杀害而使得生意不好，他找不到人替代他们。奥丁，自称为博尔维克（Bölverk），提议做他们的工作以换取一杯苏图恩的蜜酒。巴乌吉同意了，表示会尝试说服他的兄弟。夏天，博尔维克按照约定完成了工作，到了冬天，他要求巴乌吉履行承诺。他们一起去找苏图恩，但苏图恩拒绝给一滴蜜酒。

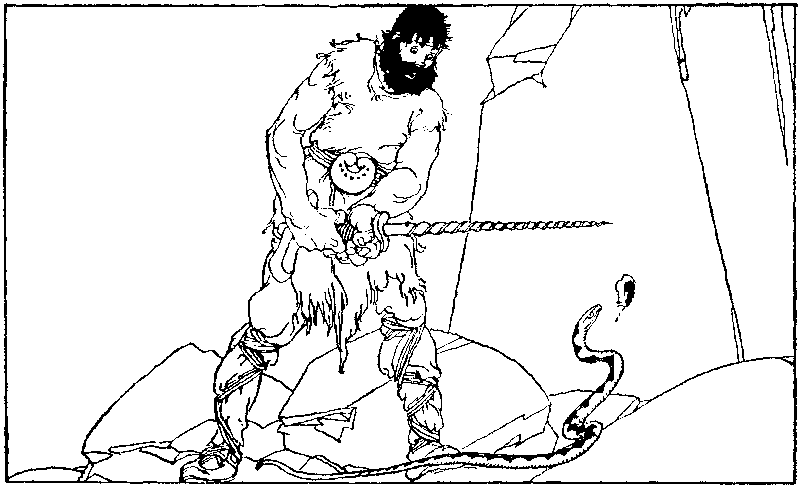
奥丁为人类赢得魔法蜜酒（1920）

随后，博尔维克建议巴乌吉使用一个诡计。他给了巴乌吉一把叫做Rati的钻头，并要求他钻进赫尼特比约格山。巴乌吉试图欺骗奥丁，但最终确实打了一个洞，博尔维克以蛇的形态滑了进去。巴乌吉试图用钻头打击他，但徒劳无功。
他到达格萝德那里，与她共度了三夜。因此，他得到了三杯蜜酒。然而，每次饮用时，他都一口气喝掉了整整一个容器。之后，他变成了鹰并飞走了。当苏图恩发现蜜酒被盗时，他也变成了鹰，紧急追赶。当天阿斯神族看到奥丁回来时，他们准备了容器来接住蜜酒。当阿斯神族赶到时，奥丁迅速地将他的战利品吐入容器中。但是，苏图恩距离他非常近，因而在恐慌和匆忙中，阿斯神族不小心从他肛门洒落了一些珍贵的液体。任何人都可以饮用这些微不足道且被玷污的部分，这部分被称为“诗人之份”（"skáldfífla hlutr"）；而大部分的蜜酒（从他的口中流出）奥丁则将其分给了诸神和那些真正有诗才的人。

## 改编
丹麦漫画系列《瓦尔哈拉》中的漫画《魔法蜜酒》，由彼得·马德森等人创作，是对诗酒故事的重新讲述。彼得·马德森因这部漫画在挪威卑尔根的Raptus Festival上获得了最佳北欧漫画的SAS奖。